# Kungstorget, Göteborg

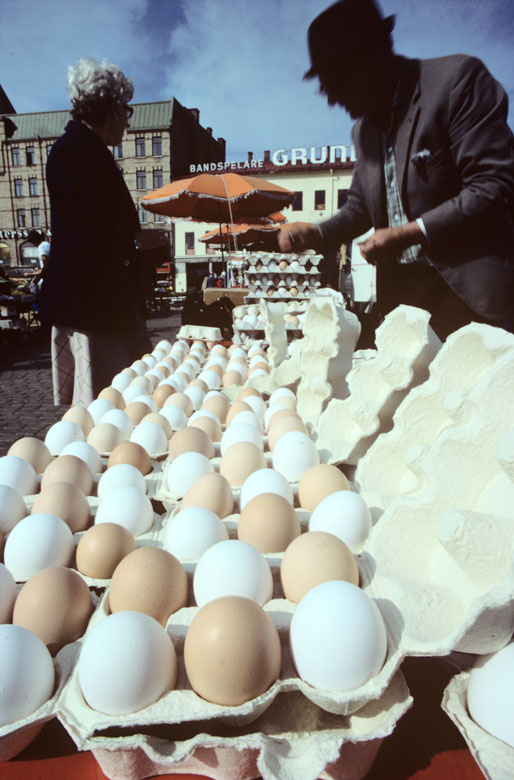
Äggförsäljning på Kungstorget. Foto 1977.

Kungstorget är ett torg inom Vallgraven i centrala Göteborg. Vid torget ligger bland annat Göteborgs största och äldsta saluhall, Stora Saluhallen, invigd 1889. Torget har alltid varit ett marknadstorg och år 2006 var det grönsaksmarknad alla vardagar i veckan. Kungstorget uppmättes år 1900 till 10 726 kvadratmeter.

## Historia

### 1800-talet
Kungstorget, även Salutorget (1871), är inte ett av de ursprungliga torgen i Göteborgs stadsplan utan anlades först 1847 efter att stadens befästningar raserats. Magistraten fastställde namnet 1852.
På platsen för torget fanns från början bastionen Johannes Dux, en del av de starka befästningarna runt staden. Bastionen stod på det trekantiga området som sticker ut i Vallgraven. Närmast bakom bastionen gick Larmgatan från Kungsporten österut till bastionen Carolus Dux västerut. De riktiga kvarteren började inte förrän vid Vallgatan ytterligare en bit in i staden.
Efter att fästnings- och vallraseringarna hade påbörjats 1807, togs torget ganska omgående i bruk som saluplats för timmer eller virke och gick därför under namnet Trädtorget (1811 och 1846), Nya Torget är också ett gammalt namn (1857). Därefter stod området tomt fram till dess att staden lade ut Södra Larmgatan.
Ett torg planlades som sträckte sig från Larmgatan ner över det trekantiga området vid Vallgraven. Längst ner mot Vallgraven drogs Basargatan fram i en halvcirkel, så att den stora torgytan skildes från gatan och Vallgraven med en halvcirkelformad upphöjning. År 1850 uppfördes halvcirkelformade bazarlängor vid torgets södra del, i dessa kom att finnas 76 st. butiker, vilka främst ägdes av vävare från Marks härad. För att säkerställa en bättre hygienisk miljö ur livsmedelssynpunkt, byggdes 1888 Bazar Alliance med sin glasövertäckta gård. Som mest hade torget 650 platser för handel. Den 21 november 1966 påbörjades rivningen av Kungstorgsbasaren.

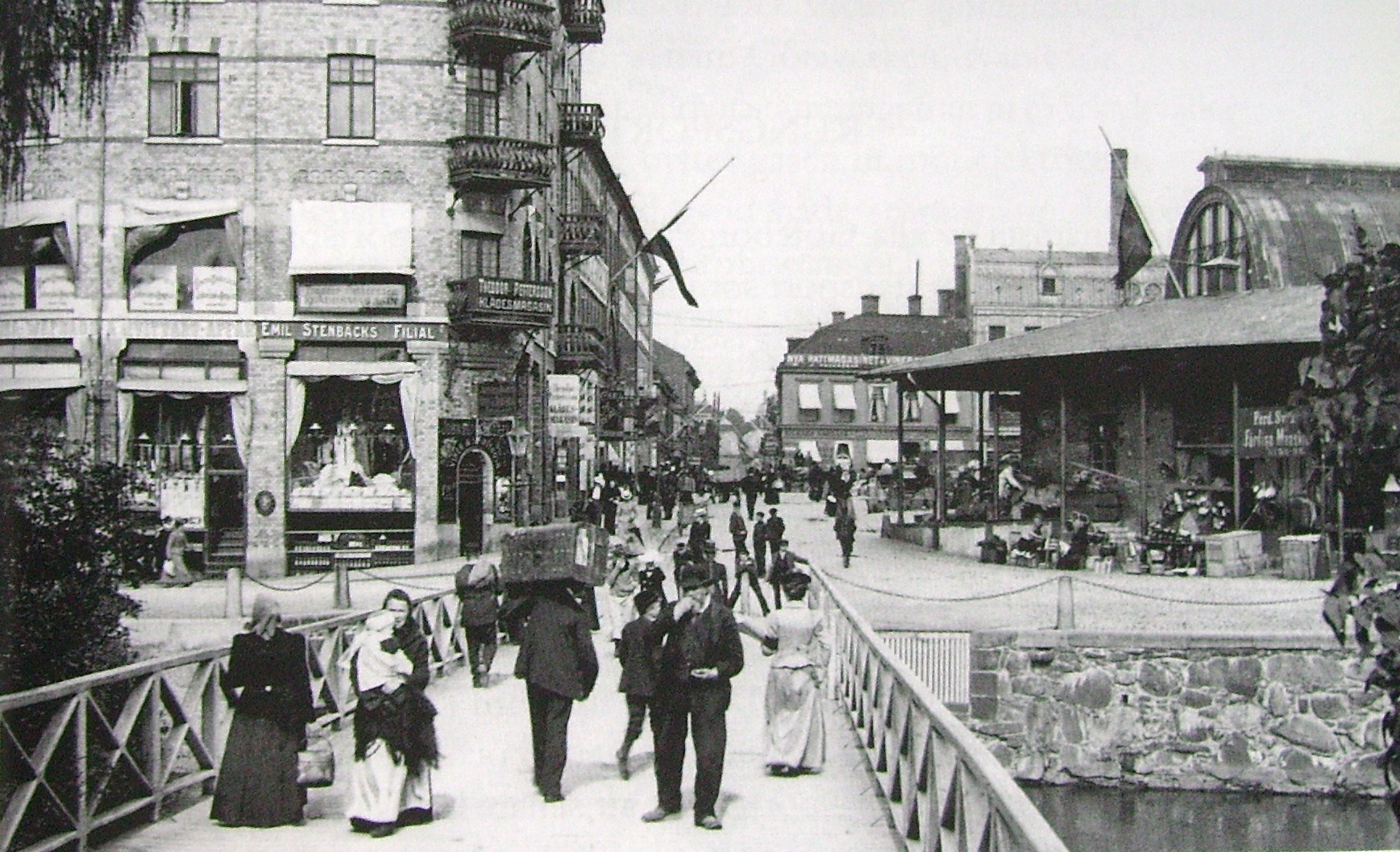
Bazarbron år 1901 med Katzkahuset till vänster och bazarlängorna till höger

I mitten av 1850-talet uppfördes den träbro över Vallgraven, som 1883 fick namnet Bazarbron.
1848 flyttades stadens marknadsplats hit från Stora Torget, som från 1854 heter Gustaf Adolfs torg. Här hölls marknad varje onsdag och lördag, tre gånger om året var dessutom speciella marknadsdagar: vårmässan den 16 april, Larsmässan den 10 augusti och Mattsmässan den 21 september.
Fram till mitten av 1870-talet var Kungstorget stadens enda salutorg.

### 1900-talet
Innan hotellet Park Avenue kom till, fanns det långt gångna planer på ett hotell på Kungstorget. Även namnet var fastställt – Johannes Dux.
Kungstorget är också känt på grund av den veckolånga ockupationen i november 1976, då det ockuperades av ett stort antal miljöaktivister som motsatte sig det parkeringsgarage som skulle byggas under torget. Slutligen gav politikerna med sig och stoppade dessa planer.
Vid Kungstorget 14 låg musik- och nattklubben Cue Club 1968-71.
Vid Kungstorget ligger numera ett av Göteborgs två stora bioanläggningar – Biopalatset.